# Капыкыры (остров)
Капыкыры (тур. Kapıkırı Adası) — необитаемый островок в Турции, рядом с северо-восточным берегом озера Бафа, напротив деревни Капыкыры, восточнее острова Икиздже. Административно относится к району Миляс в иле Мугла.
В античный период остров находился в заливе Латмос Эгейского моря. В Средние века в результате заиливания дна в западной части залива от речных наносов Меандра (ныне Большой Мендерес) весь залив постепенно превратился в солёное Милетское озеро, названное по расположенному к северо-западу Милету. На берегах озера в византийскую эпоху в VII—XV вв. находился крупный монашеский центр Латрос. На островке Капыкыры находился крупный монастырь с неизвестным названием. Он занимал хорошо укреплённую стенами территорию 115 м в длину и 75 м в ширину. В её центре находилась церковь бесстолпного типа с куполом. Трапезное помещение того же комплекса имело Т-образный план, подобно постройкам на Святой горе Афон.

Остров Капыкыры
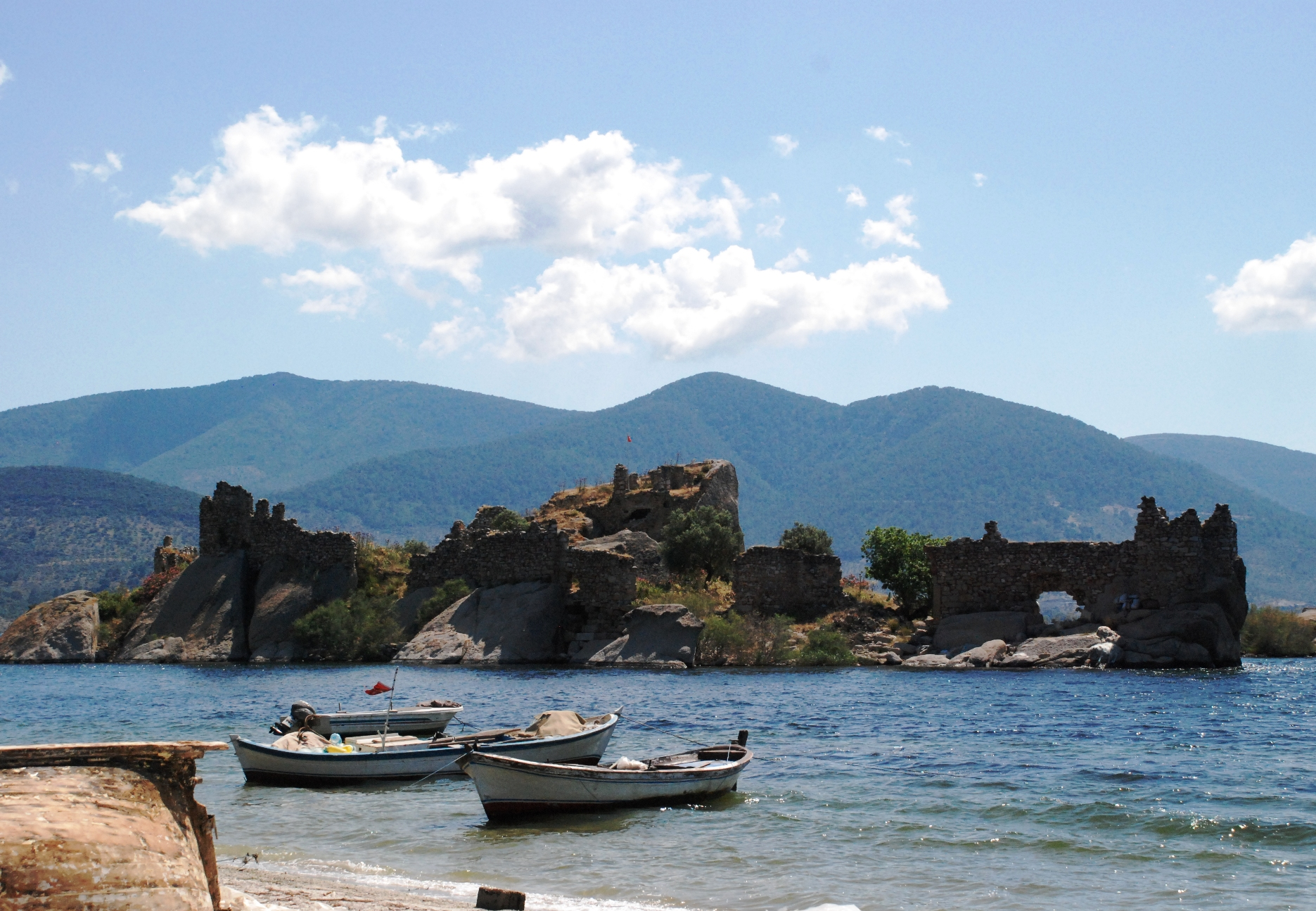
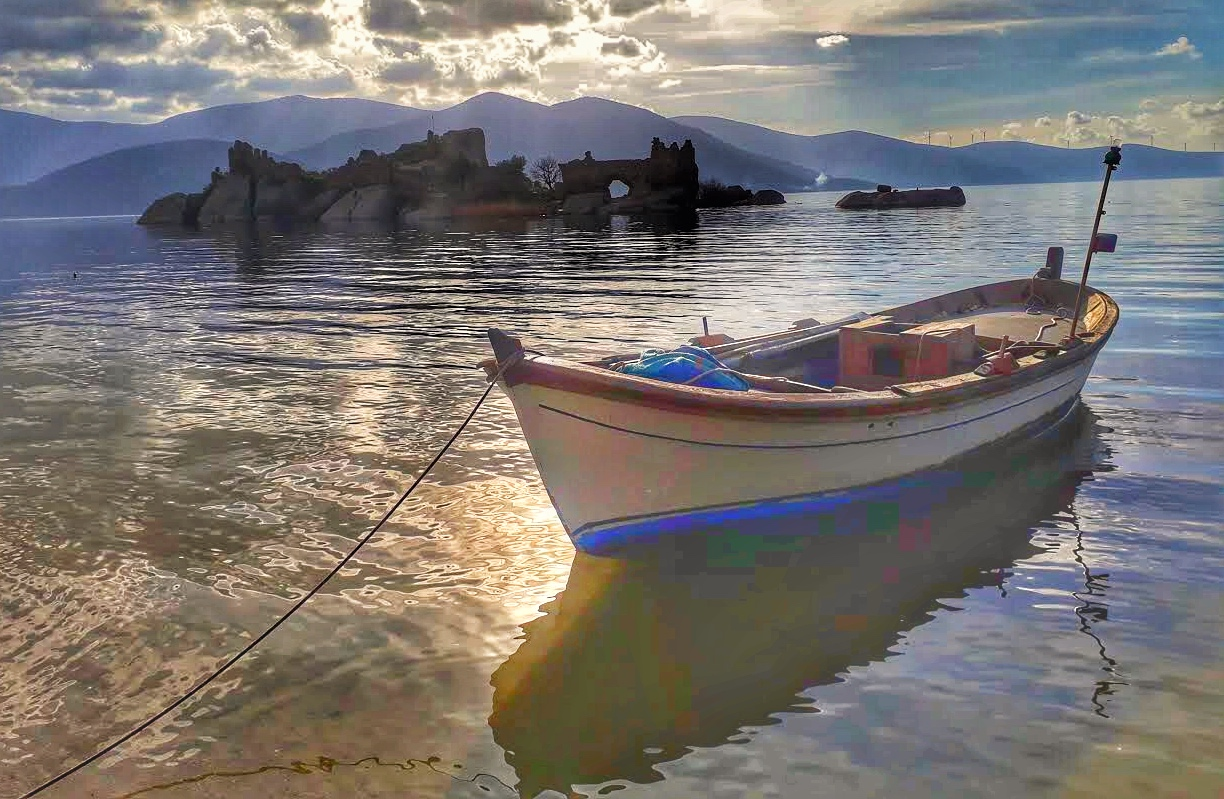